# 리세 예르생
리세 예르생(Lycée Yersin)은 1927년 베트남 달랏에 설립된 학교로 프랑스 식민지 시대의 어린이들과 부유한 베트남 자녀들에게 교육을 제공했다. 다양한 변화를 겪은 후 현재는 달랏 교육대학교(Trường Cao đẳng Sư phạm Đà Lạt)로 교사 연수 대학이다.

## 건물
건물은 고원에 서 있다. 한쪽에서는 달랏 호수가 내려다 보이고, 다른 쪽에서는 기차역이 세워진 계곡을 바라보고 있다. 프랑스 건축가 폴 몽셋이 건물을 설계하고 건축을 감독했다. 건물은 유럽에서 수입한 붉은 벽돌로 건축되었다. 지붕은 프랑스에서 수입한 재료로 만들어졌지만 이후 복원되었다. 본관은 3층 높이이며, 24개의 객실과 54m 종탑이 있다. 건물은 호를 나타낸다. 종탑의 외부에 큰 시계의 흔적이 있다. 세계 건축가 협회(World Association of Architects)는 20세기 1,000개의 독창적인 건물 중 하나로 인정했다.

## 식민지 시대

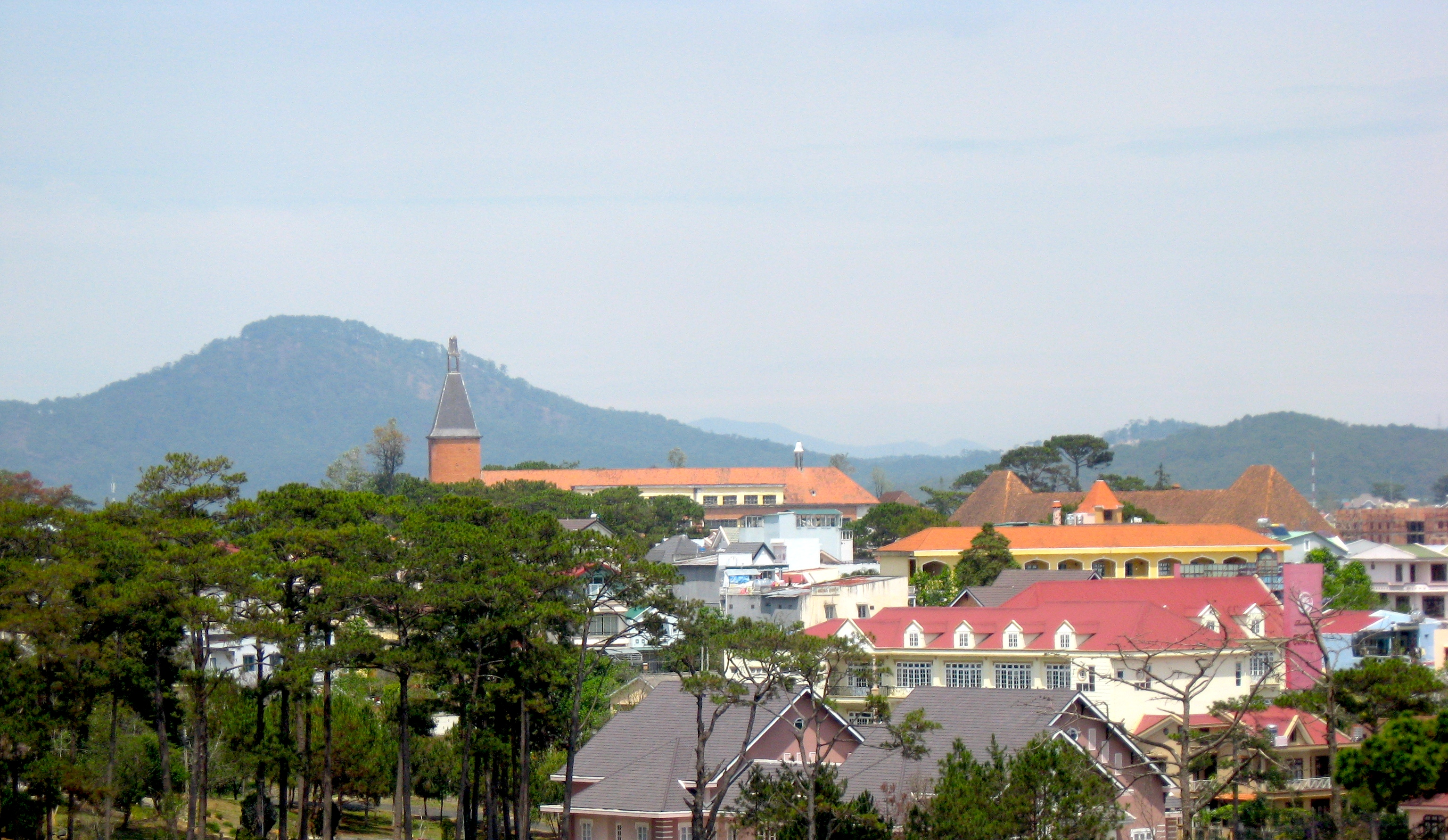
주변 정경

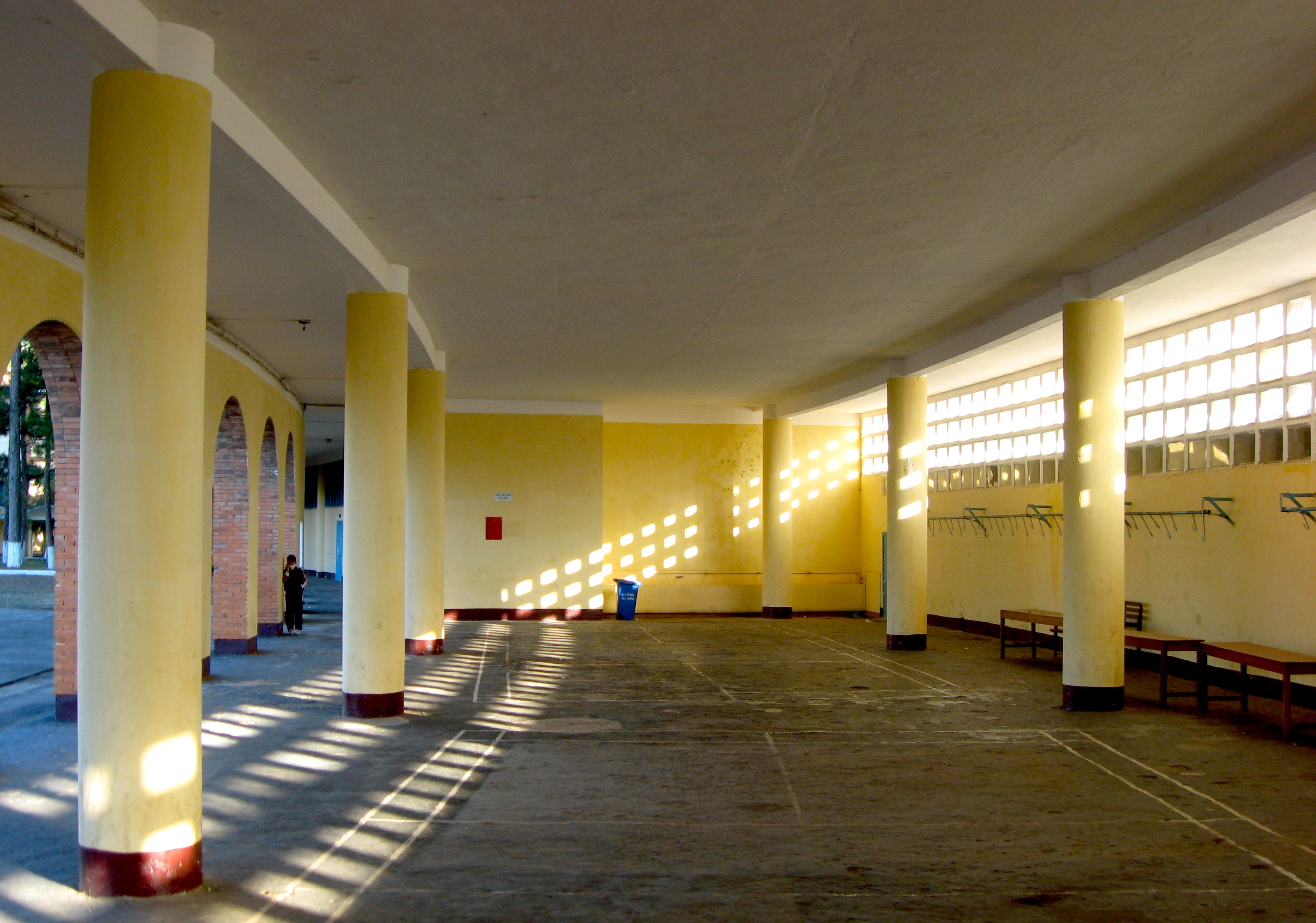
땅바닥 룸

달랏의 언덕 역에는 베트남 전역에 서비스를 제공하는 기숙 학교가 있었다. 유럽인과 베트남인 사이에 위생적이고, 분리될 수 있는 정부의 가능한 중심지로 여겨져 왔다. 쁘띠 리세 드 달랏(Petit Lycée de Dalat)은 1927년 7월 16일 선포된 법령에 의해 만들어졌고, 1927년 9월 16일 문을 열었고, 1928년 1월 7일 기숙사를 오픈하였다. 초등 및 중등학교는 유럽인 아이들에게만 제한되었다. 그러나 도시에 베트남인 엘리트의 확산으로 인해 분리를 실천하는 것이 점점 어려워졌다. 리세 드 달랏(Grand Lycée)은 1927년에 설립되었으며 프랑스 어린이와 베트남 엘리트 어린이들에게 개방되었다. 그것은 프랑스 스타일의 리세(lycée, 고등학교) 또는 중등학교였다. 1935년 5월 10일, 알렉상드르 예르생 박사를 기리기 위해 리세 예르생(Lycée Yersin)이라는 이름을 사용했다. 총독 쥘 브레비에가 달랏을 방문했을 때 1938년 7월 12일 리세 예르생에서 여러 인종의 학생들에게 말했다.
| “ | 다른 인종들 사이에 접촉이 있는 지상의 지점에서 엄청난 폐해가 일어나고 있다. 우리는 이것이 만성질환으로 전락하는 것을 막아야 한다. 우리는 모든 면에서 인간의 행복과 사회의 진보를 위해 필수적인 조화를 재정립해야 한다. 이러한 변화가 일어나고 있는 곳에서 여러분이 존재한다는 사실이 여러분에게 주어진 역할이다. | ” |

그들은 이곳에서 교육을 받은 엘리트 ‘원주민’ 어린이들이 프랑스 문화와 가치를 흡수하고 식민지 과정을 적극적으로 지원할 것으로 예상했다. 1936년 시의회는 리세 예르생의 학생에 어린 시암인 아이들을 포함한다고 언급했다. 1930년대에는 엘리트 ‘원주민’ 가족의 자녀가 점점 늘어나고 있었다. 1942년에는 캄보디아 재무장관의 자녀들이 학생으로 들어왔다. 베트남과 캄보디아 아이들 중에는 종종 최상위층의 자녀도 있었다. 바오다이 황제(1913년에서 1997년까지)과 노로돔 시아누크(1922년부터 2012년까지)도 이곳 학교에서 교육을 받았다.
제2차 세계 대전 당시 일본 점령기 동안 학교와 교재가 손상되었다. 이것이 복원된 것은 1945년 이후였다. 1948년의 리세 예르생이 사용한 소책자의 표지에는 고원 부족들의 칼럼을 서술했다. 이 교재에 학교에서 교육받지 않은 소수 민족에 대해서는 언급하지 않았다. 1948년에 이 고등학교에서 5명의 학생을 파리의 에콜 폴리테크니크(프랑스 3명, 베트남 1명, 캄보디아 1명)로 보냈다. 1950년 후반에는 베트남인보다 더 많은 프랑스인이 학교를 졸업했다. 1950년대 초, 바오다이 황제는 장군이나 공무원의 아들인 젊은 고원 사람들이 리세 예르생에 입학할 수 있도록 장학금을 수여했다.

## 이후
1970년부터 1975년까지 이 대학은 초등교사를 위한 교육시설인 Hung Vuong 교육 센터로 지정되었다. 1975년에는 달랏 교육대학교라는 이름이 사용되었다. 학부에는 자연 과학, 사회 과학, 운동 / 음악 / 예술, 초등, 유치원, 정치 이론이 포함되어 있다.

## 참고자료
- “About Pedagogical College Dalat” (베트남어). Pedagogical College of Da Lat. 2015년 7월 12일에 원본 문서에서 보존된 문서. 2015년 11월 7일에 확인함.
- “Dalat (Đà Lạt)”. 《Saigon Vietnam》 (프랑스어). 2015년 11월 7일에 확인함.
- Hickey, Gerald Cannon (2002). 《Window on a War: An Anthropologist in the Vietnam Conflict》. Texas Tech University Press. ISBN 978-0-89672-490-7. 2015년 11월 7일에 확인함.
- “Home” (베트남어). Pedagogical College of Da Lat. 2015년 10월 5일에 원본 문서에서 보존된 문서. 2015년 11월 7일에 확인함.
- Jennings, Eric T. (2011년 4월 8일). 《Imperial Heights: Dalat and the Making and Undoing of French Indochina》. University of California Press. ISBN 978-0-520-94844-0. 2015년 11월 7일에 확인함.
- Peckham, Robert; Pomfret, David M. (2013년 1월 1일). 《Imperial Contagions: Medicine, Hygiene, and Cultures of Planning in Asia》. Hong Kong University Press. ISBN 978-988-8139-12-5. 2015년 10월 27일에 확인함.
- Vietnam Discoveries (2015). “Teachers College (Grand Lycee Yersin)”. 2012년 7월 18일에 원본 문서에서 보존된 문서. 2015년 11월 7일에 확인함.